# Валени (Валени, Васлуј)
Валени (рум. Văleni) насеље је у Румунији у округу Васлуј у општини Валени. Oпштина се налази на надморској висини од 175 m.

## Становништво
Према подацима из 2002. године у насељу је живело 3249 становника, од којих су сви румунске националности.